# بولي هوني كومب
بولي هوني كومب هي مسرحية ترفيهية مهزلة قصيرة كتبت عام 1760 لجورج كولمان الأكبر. يتعامل بشكل هزلي في تأثيره على قراءة الروايات ليس فقط على الفتيات، ايضاً على مختلف أعضاء المجتمع الإنجليزي المهذب في القرن الثامن عشر. كانت هذه أول مسرحية لكولمان وساعدت في ترسيخ سمعته، والتي استند إليها مع مسرحية الزوجة الغيورة في العام التالي.

## القصة
عنوان الشخصية بولي هوني كومب وهي امرأة شابة تقرأ العديد من الروايات من المكتبة المتداولة. رسمت توقعاتها المستقبلية من خلال الأحداث والشخصيات في هذه الرواية. أخبرت ممرضتها أن هذه الرواية هي الشيء الوحيد الذي يعلم الفتاة الحياة، وطريقة التي يسير عليها العالم. يخطط والدها لتزويجها من ليدجر، ابن شقيق زوجة اليهودي الغني، الذي لا يشارك بولي أياً من مفاهيم الرومانسية.
ارادت بولي بدلاً من ذلك الزواج من سكريبل وهو مجرد كاتب محامي، لكنه مثل بولي يدرك بوعي ذاتي الطرق التي يتّبعها في الاتفاقيات الروائية للحبكة والشخصية. عندما يكتشف والد بولي نوايا ابنته، يقفل عليها في غرفتها وهو عمل تعترف به بولي كأحداث رئيسية نموذجية، مع ذلك كان سكريبل مختبئاً بالفعل في الغرفة، وهرب الاثنان معاً. ثم تبعهم ليدجر وأعادهم فقط لتكتشف العائلة أن بولي وسكريبل قد بدآ بالفعل بإجراءات الزواج وفقاً لقانون الزواج السري عام 1753 بواسطة إعلان السماح لهم بالزواج، انتهت المسرحية بعلاقة بولي وليدجر التي باءت بالفشل وغادر كل من بولي وسكريبل معاً بسعادة.

## طاقم العمل الإصلي
- السيد هوني كومب- ريتشارد ييتس.[5]
- السيدة هوني كومب - إليزابيث كينيدي.
- سكريبل- توماس كينج.
- ممرضة - ماري برادشو.[5]
- ليدجر - أستلي برانسبري.

## روابط خارجية
- Polly Honeycombe at أرشيف الإنترنت (3rd ed. London: T. Becket, 1762)